# TSB Flensburg
Der Turn- und Sportbund Flensburg e. V. ist ein Sportverein Flensburgs. Er entstand 1973 aus der Fusion des Flensburger Turnerbundes mit dem ATSV Vorwärts Flensburg und verfügt über 27 Sparten, angefangen bei populären Sportarten wie dem Handball oder dem Fußball bis hin zu Randsportarten wie dem Rhönrad.

## Fußballabteilung
Im Fußball spielte der TSB Flensburg 1994/95, 1996/97 und 2002/03 für jeweils eine Saison in der Oberliga Hamburg/Schleswig-Holstein; der Vorgängerverein ATSV (er firmierte zeitweise auch als VfL Flensburg) gewann in der Saison 1945/46 im Bezirk Nord die Bezirksmeisterschaft in der seinerzeit höchsten Spielklasse.

Die B-Jugend und die D-Jugend des TSB Flensburg spielen seit der Saison 2010/11 in der Verbandsliga, die C-Jugend des TSB Flensburg spielt seit der Saison 2010/11 in der Schleswig-Holstein-Liga.

Im Jahr 2013 plante die Vereinsführung von Flensburg 08 eine Fusion mit dem Lokalrivalen TSB Flensburg sowie dem ETSV Weiche unter dem Namen FSV Flensburg. Die Fusionsverhandlungen führten nicht zur erhofften Fusion, aber es kam zu einer kleinen Lösung zwischen 08 und Weiche, einer Kooperation im Jugendbereich. der weitere Kooperationen folgen sollen. Die A-Junioren wurden in der Spielgemeinschaft Weiche/08 und die B-Junioren in der Spielgemeinschaft 08/Weiche zusammengelegt.
Im Jahre 2015 feierte der TSB Flensburg drei Spieltage vor Saisonende die Meisterschaft in der sechstklassigen Verbandsliga Nord-West, womit man in der folgenden Saison 2015/16 in der fünftklassigen Schleswig-Holstein-Liga startete. Dort wurden die Flensburger zwei Jahre später Vizemeister hinter dem NTSV Strand 08.
In der Saison 2021/22 zog der TSB Flensburg erstmals in das Finale des SHFV-Pokals ein, unterlag jedoch im Elfmeterschießen dem VfB Lübeck.

## Handballabteilung
Erste Erfolge im Hallenhandball konnte der Vorläuferverein Flensburger TB 1949 vorweisen, als der Verein sich für die Endrunde zur inoffiziellen Deutschen Meisterschaft in Münster qualifizierte. Dort scheiterte die Mannschaft erst im Finale am RSV Mülheim.
In der Saison 1971/1972 spielte der Flensburger TB für ein Jahr in der 1966 gegründeten Handball-Bundesliga. Der Herrenmannschaft des Nachfolgevereins TSB Flensburg, wegen seines Sponsors (Beate Uhse) „Beates Buben“ genannt, gelang dies ein zweites Mal in der Saison 1979/80.
Seit 1990 bilden die Handballabteilungen der TSB und des Handewitter SV die SG Flensburg-Handewitt.

## Volleyballabteilung
Die Volleyballfrauen des TSB spielten in der Saison 2012/13 in der Regionalliga Nord.

## Basketballabteilung
Die Basketballabteilung des TSB wächst stetig. Einen Anstieg der Mitgliederzahlen erfuhr die Abteilung nach der Eingliederung der Basketballsparte des SV Adelby, welcher ebenfalls in Flensburg beheimatet ist, im Jahr 2016. Im September 2018 waren es ca. 170 Mitglieder in der Basketballabteilung, überwiegend im männlichen Bereich, doch die Anzahl der weiblichen Mitglieder nimmt deutlich zu. Die Abteilung legt großen Wert auf gute und strukturierte Jugendarbeit, die Jugendmannschaften spielen in den Altersklassen U12 – U18, männlich sowie weiblich. Daneben gibt es noch ein Damenteam, welches in der Landesliga spielt. Die 1. Herren des TSB ist das Aushängeschild der Abteilung, diese spielt in der Saison 2018/2019 in der Oberliga von Schleswig-Holstein. Es gibt auch zwei weitere Herrenmannschaften, welche in der Bezirksliga und in der Bezirksklasse spielen.